# Gérard Delfos
Gérard Delfos (Zeist, 18 april 1919 – Oegstgeest, 3 november 2006) was een Nederlands rechtsgeleerde.

## Loopbaan
Delfos was gespecialiseerd in het familie- en jeugdrecht. Van 1954 tot 1982 was hij verbonden aan de toenmalige Directie Kinderbescherming van het Ministerie van Justitie. Vanaf 1969 was hij daar hoofd van het Stafbureau Juridische zaken.
Delfos was de drijvende kracht achter de ontwikkeling van het jeugdrecht in Nederland in de tweede helft van de 20ste eeuw. Zijn bekendheid heeft hij vooral gekregen door zijn vele wetenschappelijke boeken en publicaties over het familie- en jeugdrecht. Minder bekend is dat hij daarnaast de auteur was van veel wetgeving en hierdoor een belangrijke bijdrage heeft geleverd aan de modernisering van het Nederlandse jeugdrecht. Van 1980 tot 1988 was hij voorzitter van de redactie van het "Tijdschrift voor Familie- en Jeugdrecht". 

## Publicaties
- Het nieuwe kinderrecht: strafrecht, strafprocesrecht, beginselenwet voor de kinderbescherming, 1965, (samen met W.H.A. Jonker en H.S. Dijk)
- Kinderrecht, civielrechtelijk deel, 1974, (samen met prof. mr. J.E. Doek) geheel herziene 5e druk (van de Bie's) handboek
- Kinderrecht, strafrechtelijk deel, 1977, (samen met prof. mr. J.E. Doek) geheel herziene 3e druk (van de Bie's) handboek
- Nieuw Jeugdrecht, losbladige uitgaven, 1979, samen met prof. mr. J.E. Doek en mr. I. Jansen
- 75 jaar kinderwetten, 1980, (meerdere co-auteurs)
- Serie Jeugdrecht en Jeugdbeschermingsrecht, deel 1 t/m 5, 1982 - 1984 (samen met prof. mr. J.E. Doek); 
  - deel 1: Vaderschap, afstamming en adoptie;
  - deel 2: Ouderlijke macht en minderjarigheid;
  - deel 3: Voogdij;
  - deel 4: Organen van kinderbescherming;
  - deel 5: Maatregelen van kinderbescherming;
- Jeugdrecht en Jeugdbeschermingsrecht, uitgave van wetteksten, 1984, (samen met prof. mr. J.E. Doek)

## Wetgevingsbijdragen
- Uitvoeringsbesluit kinderbescherming (1964)
- Boek 1 BW (1970)
- Het rapport jeugdbeschermingsrecht van de commissie Wiarda (1971)
- Organisatiebesluit raden voor de kinderbescherming (1982)